# Старо-Черкасово
Ста́ро-Черка́сово — деревня в Шатурском муниципальном районе Московской области, в составе сельского поселения Пышлицкое. Расположена в юго-восточной части Московской области в 0,5 км к северо-западу от озера Дубового. Входит в культурно-историческую местность Ялмать. Деревня известна с 1635 года.
Население — 30 чел. (2013).

## Название
В писцовой книге Владимирского уезда 1637—1648 гг. и в материалах Генерального межевания 1790 года упоминается как сельцо Черкасово. С середины XIX века название деревни изменилось: Ст. Черкасова (на межевой карте Рязанской губернии 1850 года), Черкасово старое, Старое Черкасово, в более поздних письменных источниках — Старо-Черкасово.
Название по фамилии владельцев деревни князей Черкасских. Изначально деревня называлась Черкасово, современное наименование она получила после того, как часть её жителей была выселена в новую деревню — Ново-Черкасово.

## Физико-географическая характеристика

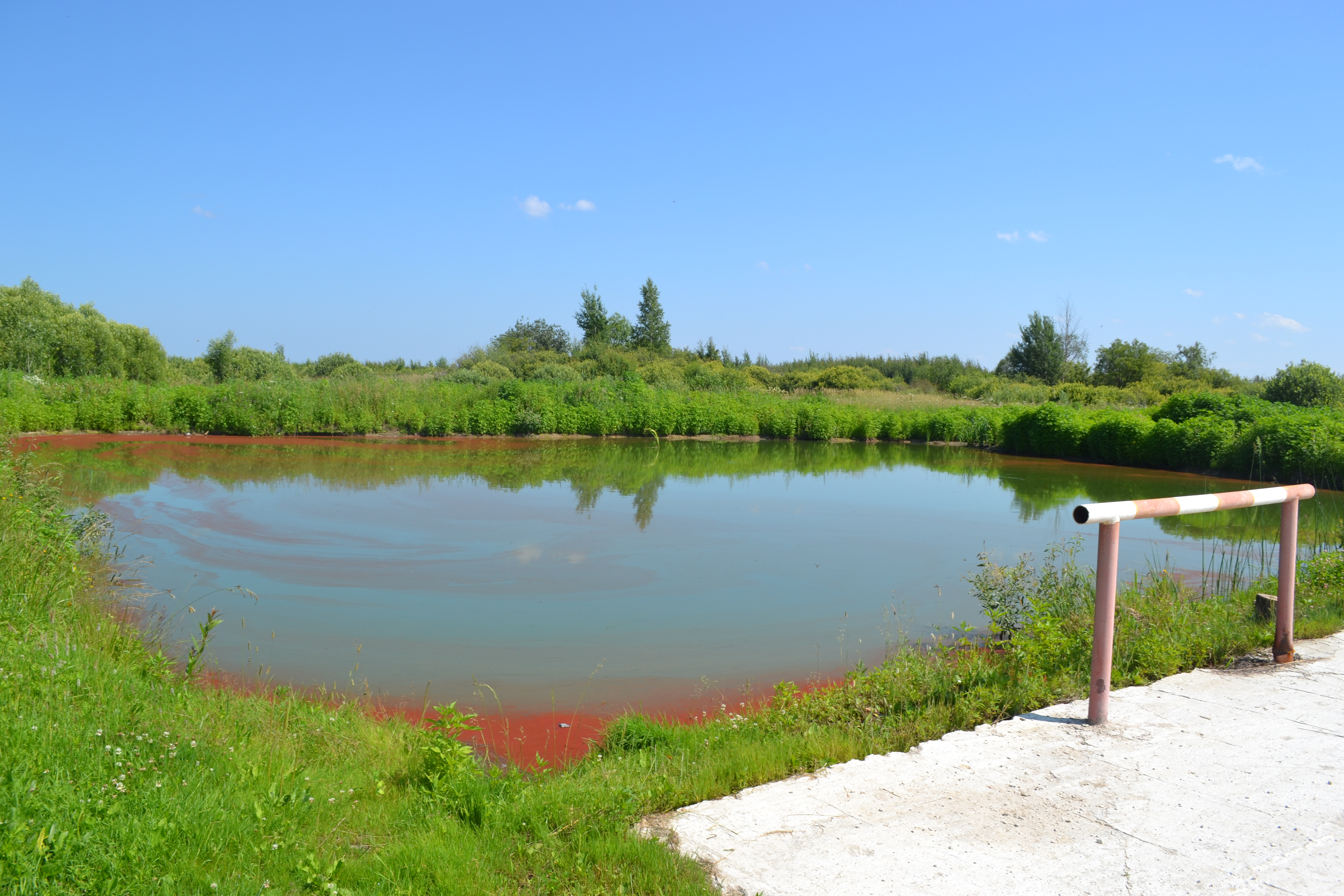
Пруд в деревне Старо-Черкасово

Деревня расположена в пределах Мещёрской низменности, относящейся к Восточно-Европейской равнине, на высоте 113 м над уровнем моря. Рельеф местности равнинный. К западу от деревни находятся бывшие колхозные поля. К востоку от деревни расположен государственный природный заказник «Озера Имлес и Дубовое с заболоченными берегами», площадью 2100 га. Здесь гнездятся и останавливаются во время миграции многие редкие и охраняемые птицы (орлан-белохвост, беркут, скопа, большой подорлик, серый журавль, глухарь и др.). В 0,5 км к востоку от деревни расположено озеро Дубовое, одно из Клепиковских озёр, через которые протекает река Пра.
По автомобильной дороге расстояние до МКАД составляет около 172 км, до районного центра, города Шатуры, — 61 км, до ближайшего города Спас-Клепики Рязанской области — 28 км, до границы с Рязанской областью — 12 км. Ближайший населённый пункт — деревня Ново-Черкасово, расположенная в 500 м к северо-западу от Старо-Черкасово.
Деревня находится в зоне умеренно континентального климата с относительно холодной зимой и умеренно тёплым, а иногда и жарким, летом. В окрестностях деревни распространены торфянисто- и торфяно-подзолистые, аллювиальные и торфяно-болотные почвы с преобладанием суглинков и глин.
В деревне, как и на всей территории Московской области, действует московское время.

## История

### С XVII века до 1861 года
В XVII веке деревня Старо-Черкасово входила в Шеинскую кромину волости Муромское сельцо Владимирского уезда Замосковного края Московского царства. Деревня была разделена на 4 жеребья (части). Три жеребья принадлежали алаторцу Ивану Васильевичу Кривскому, поместье досталось ему в 7143 (1634/35) году. Четвёртый жеребий принадлежал главе московских стрельцов Григорию Михайловичу Аничкову, представителю дворянского рода Аничковых. Аничков выменял их в 7156 (1647/48) году у новгородцев Акима Ильича Нармацкого, Ипата Мелентьевича Вараксина и Ивана Андреевича Дирина на своё новгородское поместье.
В писцовой книге Владимирского уезда 1637—1648 гг. Старо-Черкасово описывается как деревня на Дубовом озере с пахотными землями среднего качества и сенокосными угодьями. У Г. М. Аничкова было 2 двора: «Четвертый жеребей деревни Черкасовой на озере на Дубовом, а деревня без четвёртого жеребья в поместье ж за Иваном Васильевым сыном Кривским. А в ней на его жеребей во дворе крестьянин Гришка Трофимов сын Булаевский да брат его Ивашка. Гришка сын Онтропко, у Ивашка дети Гришка да Куземка, да Андрюшка, да племянники их: Петрушка да Степашка Фроловы. Во дворе бобыль Васка Сазонов да дети его; Гаврилко да Данилко, у Данилка сын Гришко. Пашни паханые, середние земли и с отхожею пашнею, что на Петелине и на Каменке, пятнадцать четвертей с полчетвериком, да лесом поросло четверть без полутора четверика в поле, а в дву по тому ж; сена около поль тридцать копен, да у Святого озера, в Елуковской заводи двадцать копен».
В трёх жеребьях И. В. Кривского было четыре двора, один из которых был помещика: «…три жеребья деревни Черкасовой на озере на Дубовом, а четвёртый жеребей той деревни в поместье ж за головою московских стрельцов за Григорием Михайловым сыном Аничковым. А в ней, без жеребья, двор его помещиков пуст, да крестьян во дворе Родка, прозвище Десятко, Алексеев сын Третьяков да дети его Гаврилко да Тихонко, да зять его Мишка Федоров, у Мишки дети Васка да Елисейко. Во дворе Власко Григорьев да брат его Ивашко, да Антошка Петров да дети его Гришка да Левка. Во дворе бобыль Ивашко Игнатьев сын Пылаев да дети его Васка да Никонко; да зять его Гришка Сидоров, у него пасынок Перфилко Назарьев. Пашни паханые и с отхожею пашнею, что на Петелине и на Каменке, середние земли, сорок пять четвертей в полтора четверика. Да лесом поросло две четверти с осьминою без получетверика в поле, а в дву по тому ж; сена меж поль и по заполью девяносто копен, да за Святым озером шестьдесят копен».
После смерти И. В. Кривского его часть деревни перешла Василию Петровичу Кривскому. Потомки Василия Петровича владели деревней до начала XIX века.

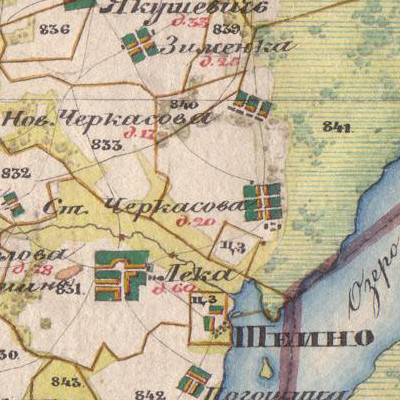
Деревня Старо-Черкасово на карте 1850 года

В результате губернской реформы 1708 года деревня оказалась в составе Московской губернии. После образования в 1719 году провинций деревня вошла во Владимирскую провинцию, а с 1727 года — во вновь восстановленный Владимирский уезд.
В 1778 году образовано Рязанское наместничество (с 1796 года — губерния). Впоследствии вплоть до начала XX века Старо-Черкасово входило в Егорьевский уезд Рязанской губернии.
В Экономических примечаниях к планам Генерального межевания, работа над которыми проводилась в 1771—1781 гг., деревня описана следующим образом: «Сельцо Черкасово Григорья Иванова сына Кривского, девицы Анны Андреевны дочери Ржевской (10 дворов, 83 мужчины, 91 женщина) с выделенною церковною землею к погосту селу Шеина. На суходоле дом господский деревянный с плодовым садом. Церковная земля на суходоле же. Земля иловатая, хлеб и покосы средственны, крестьяне на пашне».
В деревне находилась усадьба Кривских, так в описи имения от 1802 года сказано: «…Двор господский, на нём флигель из двух изб, посередь четыре чулана соснового лесу, крыт тесом. Во всех избах семь окон красных со стеклами…».
В последней четверти XVIII века деревня принадлежала капитан-командору Григорию Ивановичу Кривскому и Анне Андреевне Ржевской, в 1797 году — гвардии сержанту Александру Васильевичу Кривскому. После смерти А. В. Кривского в 1802 году его имение было продано Павлу Александровичу Ржевскому. В 1812 году деревней владели Павел Ржевский и Григорий Оболенский.
По данным X ревизии 1858 года, деревня принадлежала подпоручику Петру Алексеевичу Огареву.
По сведениям 1859 года Черкасово старое — владельческая деревня 1-го стана Егорьевского уезда по левую сторону Касимовского тракта, при реке Пре.
На момент отмены крепостного права владелицей деревни была помещица Полуденская.

### 1861—1917
После реформы 1861 года из крестьян деревни было образовано одно сельское общество, которое вошло в состав Лекинской волости.
В 1879 году сгорело 9 дворов.
В 1885 году был собран статистический материал об экономическом положении селений и общин Егорьевского уезда. В деревне было общинное землевладение. Земля была поделена по ревизским душам. Переделы мирской земли (пашни и луга) происходили по мере необходимости. Леса в общине не было, поэтому крестьянам приходилось покупать дрова для отопления. Надельная земля находилась в одной меже, с краю которой стояла деревня. Дальние полосы отстояли от деревни в 1 версте. Пашня была разделена на 40 участков. Длина душевых полос от 10 до 100 сажень, а ширина от 1 до 2 аршин. Земли не хватало, и община арендовала 161 десятину земли за 150 рублей, и делила её как надельную. Кроме того, один из домохозяев арендовал 51 десятину луга за 70 рублей. Также один крестьянин имел 130 десятин своей собственной земли.
Почвы были супесчаные и илистые. Пашни ровные и низменные. Луга — расположены по берегам рек, были и болотистые. Прогоны были удобные. В деревне было 2 небольших пруда и 20 колодцев, в некоторых из них была вода красноватого цвета. Своего хлеба не хватало, поэтому его покупали в селе Спас-Клепиках. Сажали рожь, овёс, гречиху и картофель. У крестьян была 31 лошадь, 87 коров, 236 овцы, 46 свиней, а также 86 плодовых деревьев и 25 колодок пчёл. Избы строили деревянные, крыли деревом и железом, топили по-белому.
Деревня входила в приход села Шеино (Казанское). Ближайшая школа находилась в деревне Леке. Главным местным промыслом среди женщин было вязание сетей для рыбной ловли, кроме того была повивальная бабка. Мужчины и некоторые женщины занимались рыбной ловлей. Местный заработок среди мужчин имели сапожник, торговец, сторож, чернорабочий и 9 постоянных рыболовов. На заработки уходили 48 плотников преимущественно в Гжель, а также в Москву.
По данным 1905 года основным отхожим промыслом в деревне оставалось плотничество. Ближайшее почтовое отделение и земская лечебница находились в селе Архангельском.

### 1917—1991

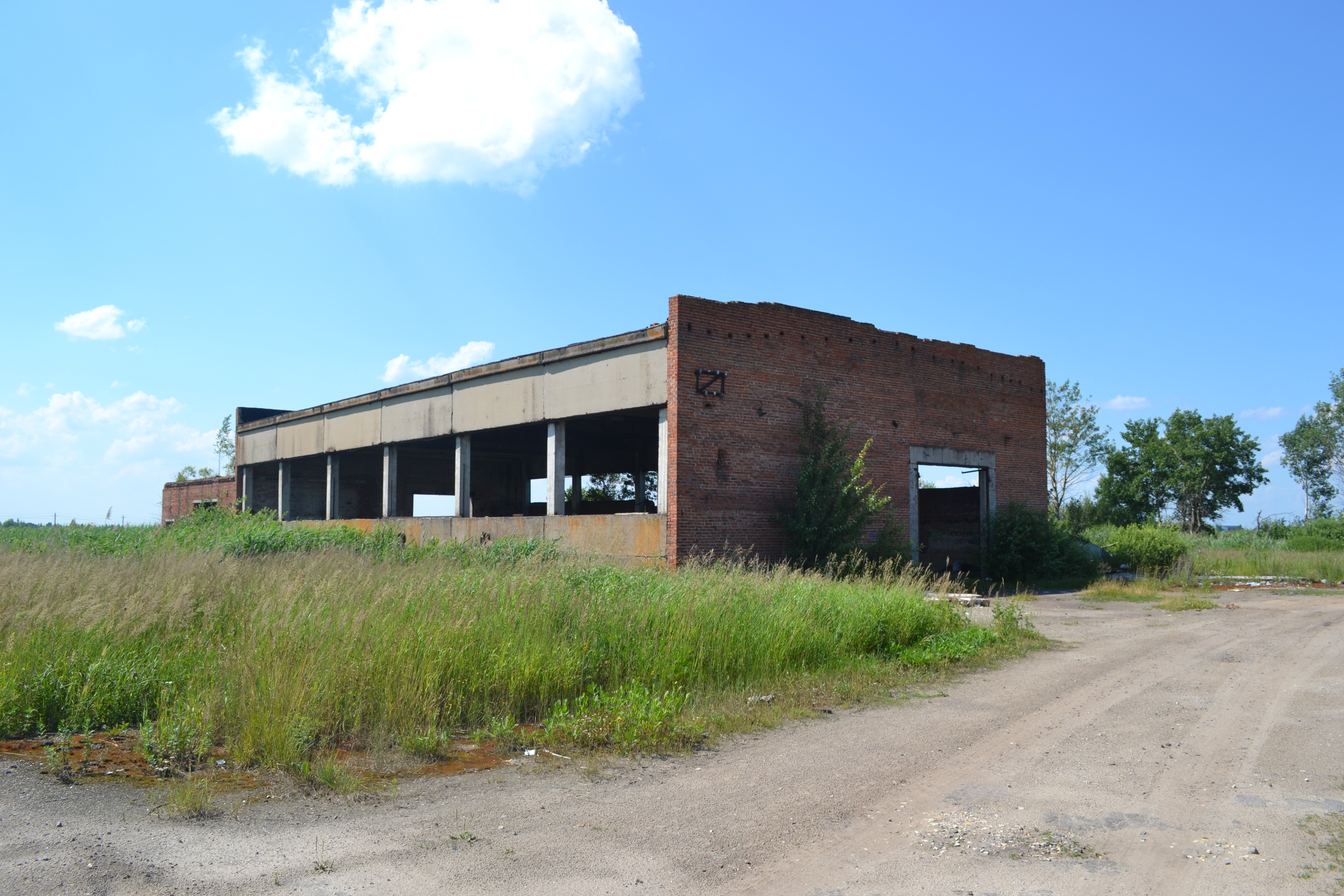
Заброшенная ферма в Старо-Черкасово

В 1919 году деревня Старо-Черкасово в составе Лекинской волости была передана из Егорьевского уезда во вновь образованный Спас-Клепиковский район Рязанской губернии. В 1921 году Спас-Клепиковский район был преобразован в Спас-Клепиковский уезд, который в 1924 году был упразднён. После упразднения Спас-Клепиковского уезда деревня передана в Рязанский уезд Рязанской губернии. В 1925 году произошло укрупнение волостей, в результате которого деревня оказалась в укрупнённой Архангельской волости. В ходе реформы административно-территориального деления СССР в 1929 году деревня вошла в состав Дмитровского района Орехово-Зуевского округа Московской области. В 1930 году округа были упразднены, а Дмитровский район переименован в Коробовский.
В 1930 году деревня Старо-Черкасово входила в Лекинский сельсовет Коробовского района Московской области.
В начале 30-х годов в деревне был организован колхоз «Путь Ильича», впоследствии «Новая жизнь». Известные председатели колхоза: Карасёв (1934 год), Уткин (с сентября 1934 год), Карасёв (1935—1936 гг.), Киселёва Н. И. (1937 год), Белоусов (1940 год), Басов Александр Фролович (с июля 1940 года, 1946, 1948 гг.).
Дети из деревни Старо-Черкасово посещали школу, расположенную в деревне Леке.
Во время Великой Отечественной войны в армию были призваны 46 жителей деревни. Из них 11 человек погибли, 15 пропали без вести. Одиннадцать уроженцев деревни были награждены боевыми орденами и медалями:
- Архипов Иван Трофимович — служил в 15-м отдельном плотницком батальоне, демобилизован в 1945 году в звании ефрейтора, был награждён медалью «За оборону Москвы»;
- Басов Иван Фролович (1925 г.р.) — призван в 1943 году, служил в звании красноармейца, демобилизован в 1948 году, был награждён орденом Отечественной войны II степени и медалью «За победу над Германией»;
- Киселев Дмитрий Иванович (1926 г.р.) — призван в 1943 году, служил в 630-м армейском артиллерийском полку 75-й зенитно-артиллерийской дивизии, демобилизован в 1945 году в звании сержанта, был награждён орденом Отечественной войны II степени, медалями «За освобождение Варшавы» и «За победу над Германией»;
- Киселев Михаил Иванович (1922 г.р.) — призван в 1941 году, служил в звании старшего лейтенанта в 1252-м стрелковом полку 376-й стрелковой дивизии, вышел в отставку в 1970 году в звании полковника, был награждён орденом Отечественной войны I степени, двумя орденами Красной Звезды, медалями «За боевые заслуги» и «За победу над Германией»;
- Киселева Нина Ивановна (1925 г.р.) — призвана в 1943 году, служила в 1867-м зенитно-артиллерийском полку, демобилизована в 1945 году в звании ефрейтора, была награждена орденом Отечественной войны II степени и медалью «За победу над Германией»;
- Панферов Владимир Петрович (1921 г.р.) — служил в звании красноармейца, демобилизован по ранению в 1943 году, был награждён орденом Отечественной войны II степени, медалями «За отвагу» и «За победу над Германией»;
- Панферов Дмитрий Максимович — призван в 1939 году, служил в звании красноармейца в 18-м дорожно-эксплуатационном полку 151-й танковой бригады, демобилизован по ранению в 1943 году, был награждён орденом Отечественной войны II степени, медалями «За боевые заслуги» и «За победу над Германией»;
- Строгов Александр Петрович (1926 г.р.) — призван в 1944 году, служил в звании красноармейца в 8-м мотострелковом полку 5-й стрелковой дивизии, демобилизован в 1951 году, был награждён медалью «За победу над Германией»;
- Утин Михаил Иванович (1912 г.р.) — служил в звании красноармейца в 15-м отдельном плотницком батальоне, демобилизован в 1945 году, был награждён медалями «За оборону Москвы» и «За победу над Германией»;
- Чайков Алексей Кузьмич (1925 г.р.) — призван в 1941 году, служил в звании красноармейца в 75-м стрелковом полку 26-й гвардейской стрелковой дивизии, демобилизован в 1948 году, был награждён орденом Отечественной войны II степени, орденом Славы III степени, медалями «За взятие Кёнигсберга» и «За победу над Германией»[36].

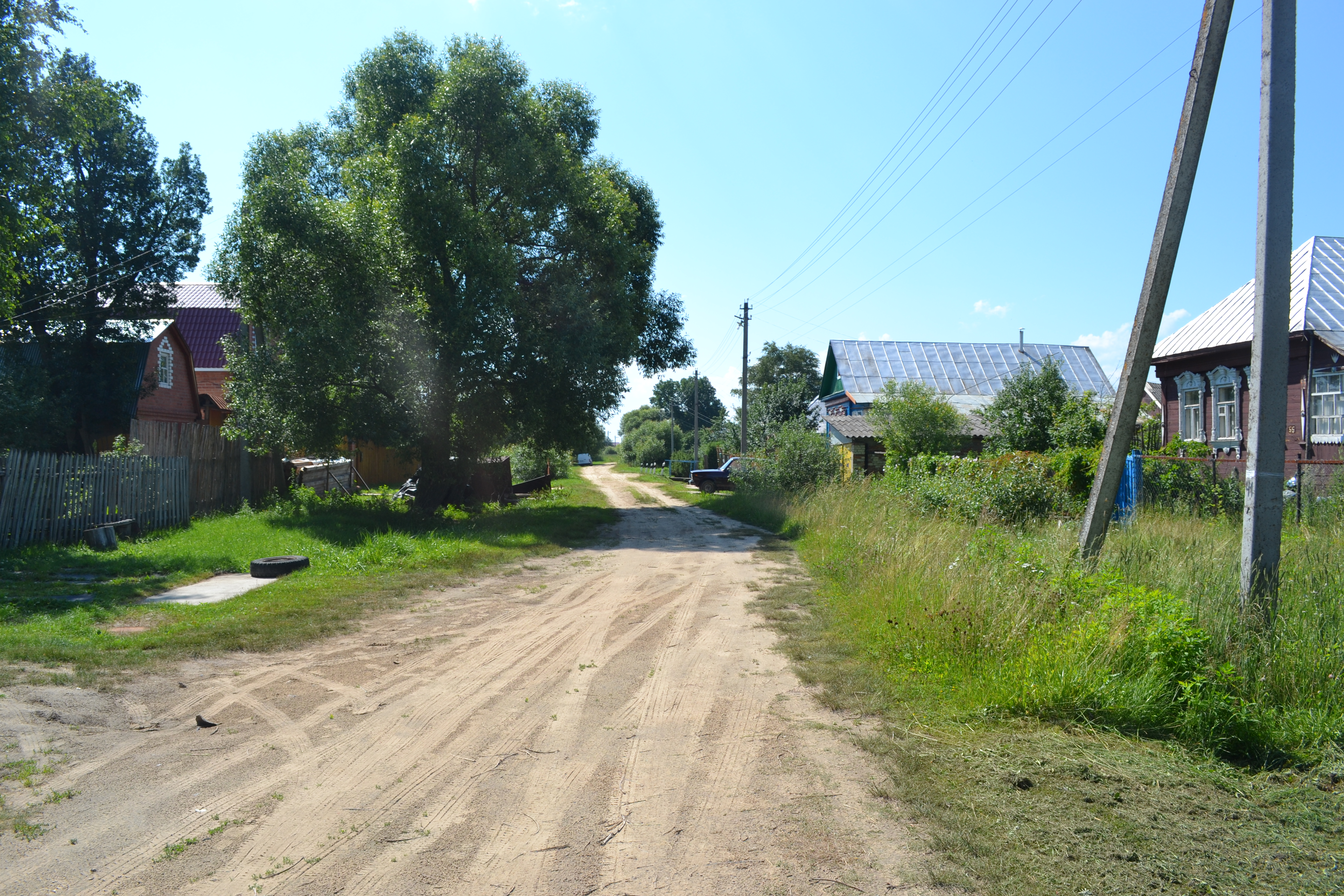
Улица в деревне

В 1951 году было произведено укрупнение колхозов, в результате которого деревня Старо-Черкасово вошла в колхоз «Путь Ильича».
3 июня 1959 года Коробовский район был упразднён, Лекинский сельсовет передан Шатурскому району.
В 1960 году был создан совхоз «Пышлицкий», в который вошли все соседние деревни, в том числе Старо-Черкасово.
С конца 1962 года по начало 1965 года Старо-Черкасово входило в Егорьевский укрупнённый сельский район, созданный в ходе неудавшейся реформы административно-территориального деления, после чего деревня в составе Лекинского сельсовета вновь передана в Шатурский район.

### С 1991 года
В 1994 году в соответствии с новым положением о местном самоуправлении в Московской области Лекинский сельсовет был преобразован в Лекинский сельский округ. В 2004 году Лекинский сельский округ был упразднён, а его территория включена в Пышлицкий сельский округ. В 2005 году образовано Пышлицкое сельское поселение, в которое вошла деревня Старо-Черкасово.

## Население
| 1790 | 1812 | 1858 | 1859 | 1868 | 1885 | 1905 |
| ---- | ---- | ---- | ---- | ---- | ---- | ---- |
| 174  | ↗230 | ↘195 | ↘164 | ↗208 | ↗227 | ↗371 |
| 1970 | 1993 | 2002 | 2006 | 2010 | 2011 | 2013 |
| ↘254 | ↘71  | ↘53  | ↘40  | ↘35  | ↘31  | ↘30  |

Первые сведения о жителях деревни встречаются в писцовой книге Владимирского уезда 1637—1648 гг., в которой учитывалось только податное мужское население (крестьяне и бобыли). В деревне Черкасовой было шесть дворов, в которых проживало 28 мужчин.
В переписях за 1790, 1812, 1858 (X ревизия), 1859 и 1868 годы учитывались только крестьяне. Число дворов и жителей: в 1790 году — 10 дворов, 83 муж., 91 жен.; в 1812—230 чел.; в 1850 году — 20 дворов; в 1858 году — 81 муж., 114 жен.; в 1859 году — 35 дворов, 81 муж., 83 жен.; в 1868 году — 38 дворов, 96 муж., 112 жен.
В 1885 году был сделан более широкий статистический обзор. В деревне проживало 277 крестьян (48 дворов, 134 муж., 143 жен.), из 44 домохозяев трое не имели своего двора, а у семерых было две и более избы. На 1885 год грамотность среди крестьян деревни составляла 15 % (43 человека из 277), также было 12 учащихся (10 мальчиков и 2 девочки).
В 1905 году в деревне проживало 371 человек (46 дворов, 162 муж., 209 жен.). Со второй половины XX века численность жителей деревни постепенно уменьшалась: в 1970 году — 64 двора, 254 чел.; в 1993 году — 60 дворов, 71 чел.; в 2002 году — 53 чел. (23 муж., 30 жен.).
По результатам переписи населения 2010 года в деревне проживало 35 человек (18 муж., 17 жен.), из которых трудоспособного возраста — 9 человек, старше трудоспособного — 26 человек.
Жители деревни по национальности русские (по переписи 2002 года — 100 %).
Деревня входила в область распространения Лекинского говора, описанного академиком А. А. Шахматовым в 1914 году. Некоторые особенности говора до сих пор встречаются в речи старшего поколения.

## Социальная инфраструктура

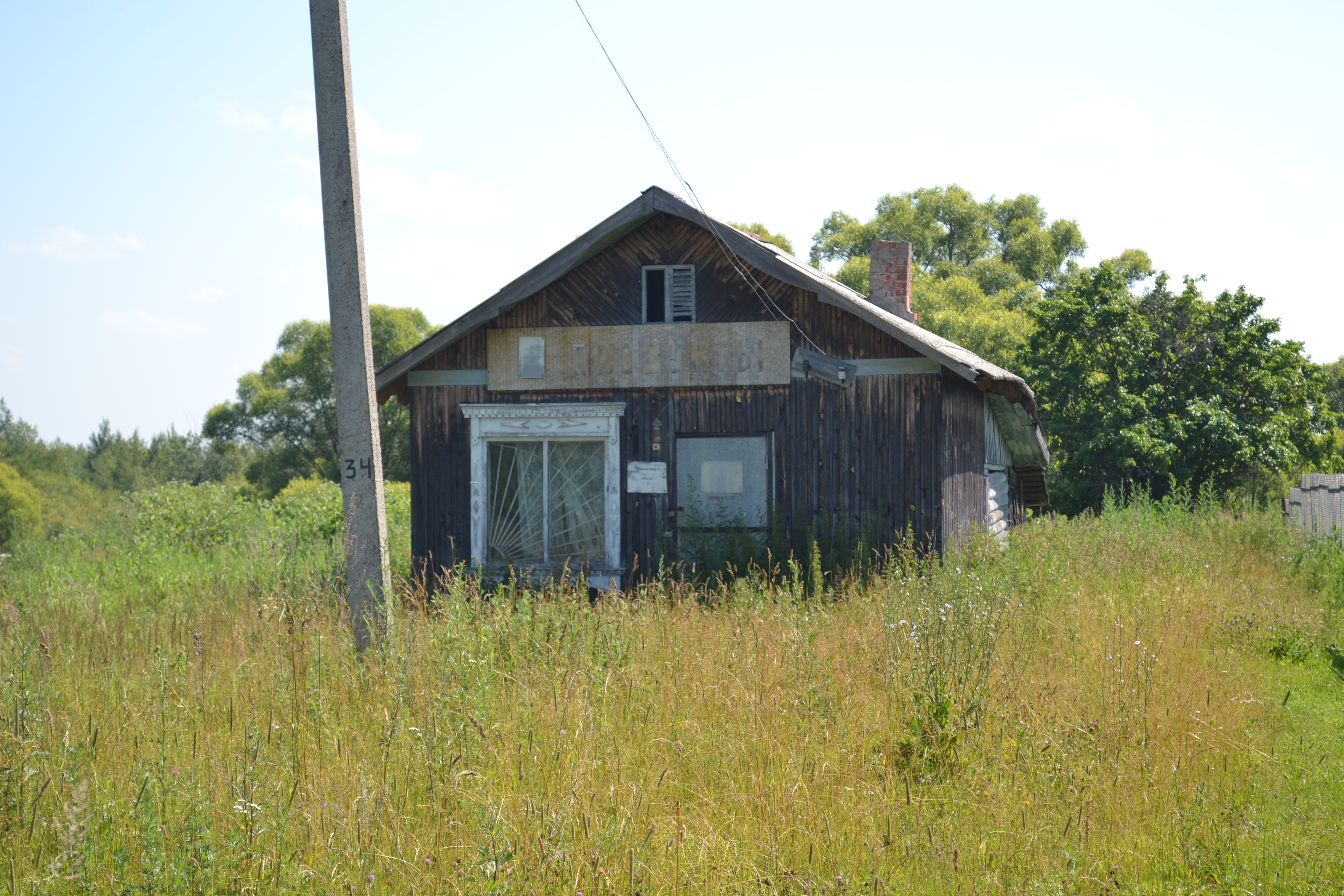
Здание бывшего магазина в деревне

Ближайшие предприятия торговли, дом культуры и операционная касса «Сбербанка России» расположены в селе Пышлицы. Ближайшая библиотека — в деревне Лека. Медицинское обслуживание жителей деревни обеспечивают фельдшерско-акушерский пункт в Леке, Пышлицкая амбулатория, Коробовская участковая больница и Шатурская центральная районная больница. Ближайшее отделение скорой медицинской помощи расположено в Дмитровском Погосте. Старо-Черкасово закреплено за Пышлицкой средней общеобразовательной школой.
Пожарную безопасность в деревне обеспечивают пожарные части № 275 (пожарный пост в деревне Евлево) и № 295 (пожарные посты в посёлке санатория «Озеро Белое» и селе Пышлицы).
Деревня электрифицирована, но не газифицирована. Центральное водоснабжение отсутствует, потребность в пресной воде обеспечивается общественными и частными колодцами.
Для захоронения умерших жители деревни, как правило, используют кладбище, расположенное около деревни Погостище. До середины XX века рядом с кладбищем находилась Казанская церковь, в состав прихода которой входила деревня Старо-Черкасово.

## Транспорт и связь
В 2 км к западу от деревни проходит асфальтированная автомобильная дорога общего пользования Дубасово-Пятница-Пестовская, на которой имеется остановочный пункт маршрутных автобусов «Лека». В самой деревне имеется остановочный пункт «Черкасово».
От остановки «Лека» ходят автобусы до города Шатуры и станции Кривандино (маршрут № 27), а также до города Москвы (маршрут № 327, «Перхурово — Москва (м. Выхино)»), от остановки «Черкасово» — до села Дмитровский Погост и деревни Гришакино (маршрут № 40). Ближайшая железнодорожная станция Кривандино Казанского направления находится в 50 км по автомобильной дороге.
В деревне доступна сотовая связь (2G и 3G), обеспечиваемая операторами «Билайн», «МегаФон» и «МТС».
Ближайшее отделение почтовой связи, обслуживающее жителей деревни, находится в селе Пышлицы.